# Vietnamees Olympisch Comité
Het Vietnamees Olympisch Comité is officieel opgericht op 20 december 1976. Dit was nodig, na de hereniging van de landen Noord- en Zuid-Vietnam. Vanaf 1980 is het comité officieel lid van het Internationaal Olympisch Comité.